# Конзолата (Казерта)
Конзолата је насеље у Италији у округу Казерта, региону Кампанија.
Према процени из 2011. у насељу је живело 21 становника. Насеље се налази на надморској висини од 104 м.